# Чингук

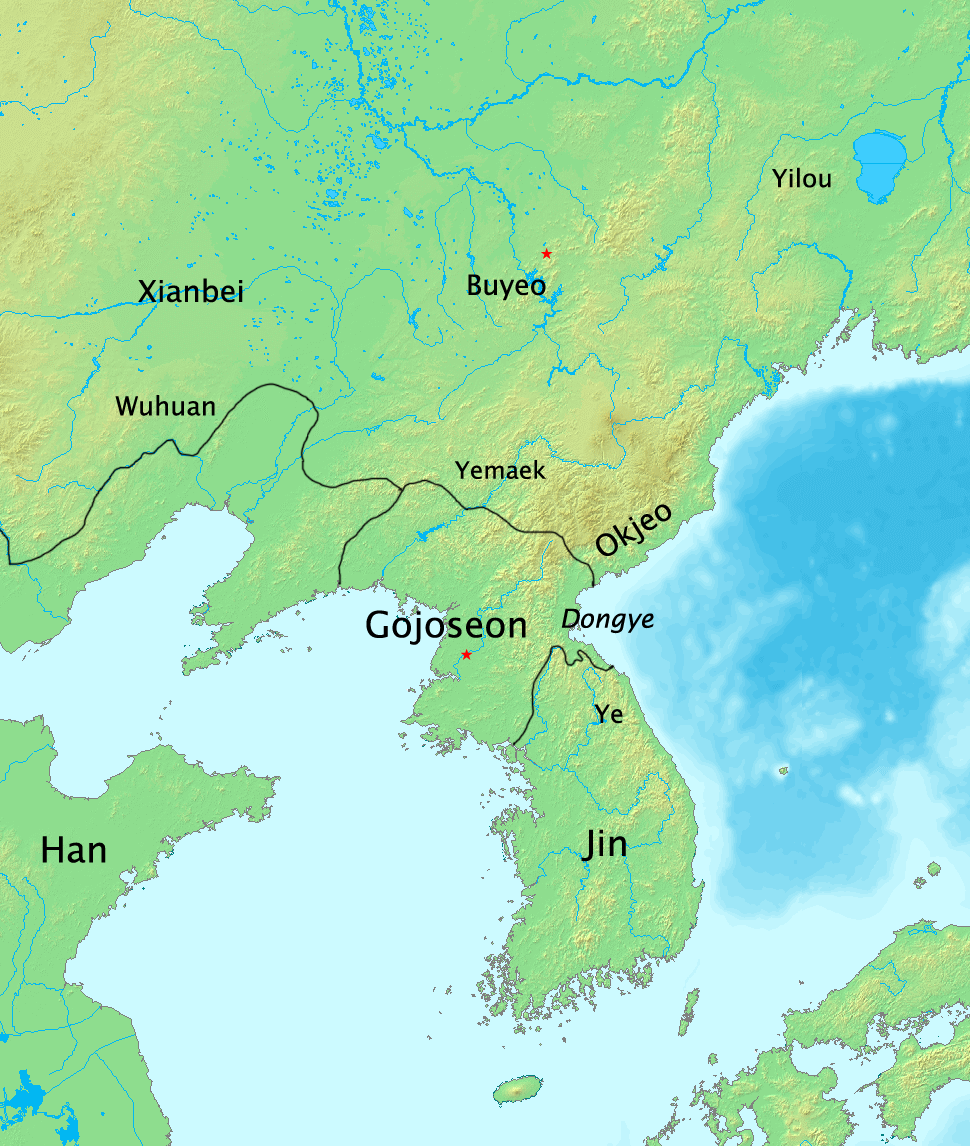
Чин в 108 году до н. э.

Чин (Чингук, кор. 진국?, 辰國?) — общее название части корейских племён обособившихся от Кочосона в 3 веке до н.э.( железном веке ) на юге Корейского полуострова. Данные племена не составляли между собой постоянного союза и не имели формы единого государственного правления.

## История
Упоминания о Чин весьма смутны и путаны. Судя по всему этот термин не является историческим самоназванием.
Да, можно найти в различных китайских хрониках, включая Саньгочжи, упоминания о Чин, но там очевидно речь идёт о племенном союзе Чинхан, окончание хан к которому было добавлено в Южной Корее после 1945 года. В них говорится,  в основном,  о посольских миссиях, которые вожди Чин посылали к правителям династии Хань.
Чин не являлся ни государством, ни постоянным племенным союзом. А является поздним конструктивом для обозначения племён живших на Корейском полуострове и не входивших в состав Древнего Чосона.
Уровень технологического развития соответствовал позднему бронзовому и раннему железному векам. Было много изолированных племён и поселений. Племенные союзы носили временный характер вплоть до эпохи ранних корейских государств, называемых в Южной Корее — Самхан.
Известно, что правитель Кочосона Чун отправился в Чин после того, как Виман захватил его трон. Это направление миграции было типичным на Корейском полуострове в то время.

## Археология
В археологическом смысле Чин часто ассоциируется с корейской бронзовой культурой, которая возникла под влиянием бронзовой культуры Ляонин в начале первого тысячелетия. Наиболее интересные находки обнаруживались в регионах Чхунчхондо и Чолладо. Они подтверждают исторические ремарки о Чин, которые можно найти в китайских хрониках.